# Pfarrkirche Tragöß-Oberort

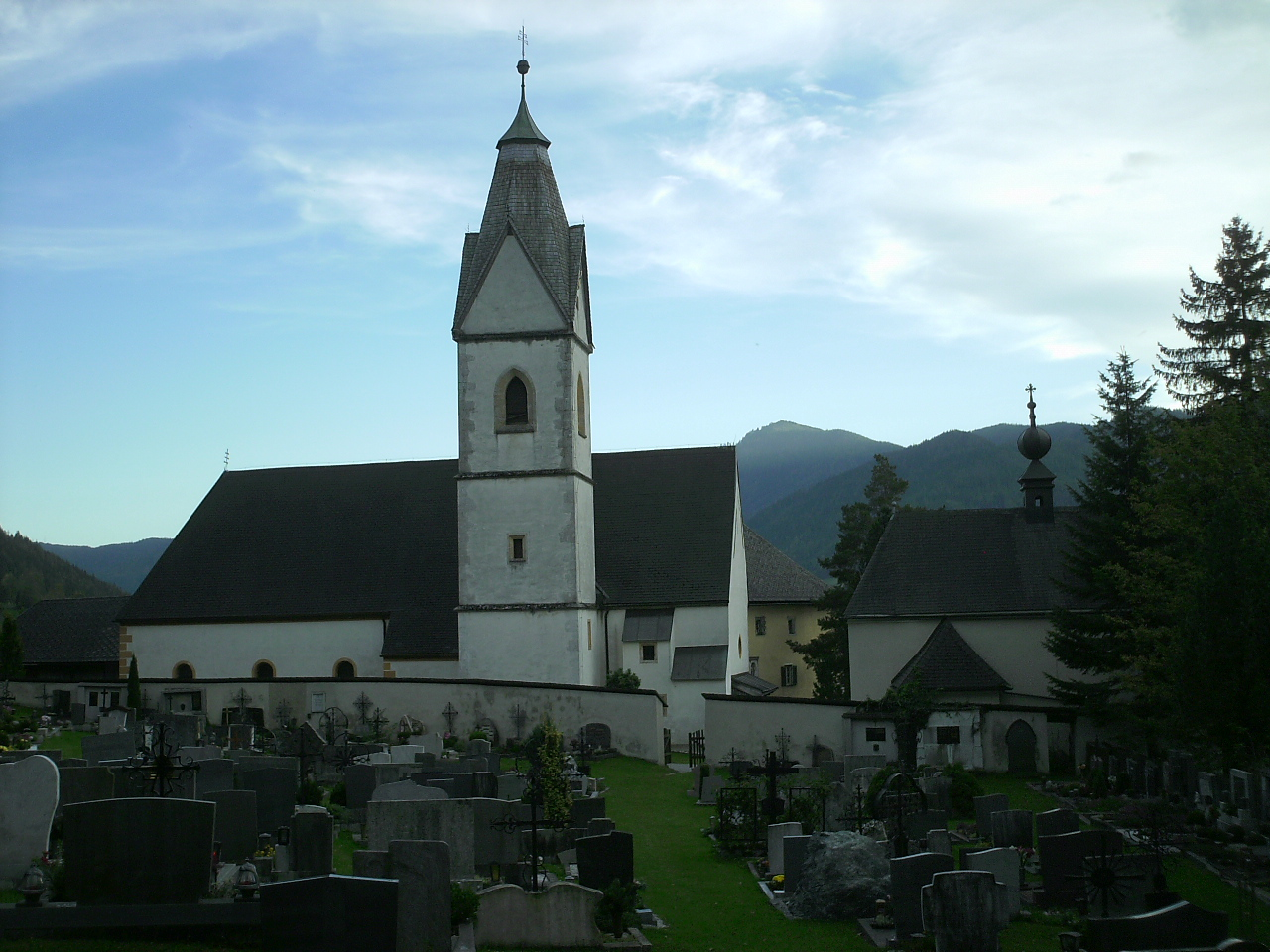
Katholische Pfarrkirche hl. Magdalena in Oberort in Tragöß

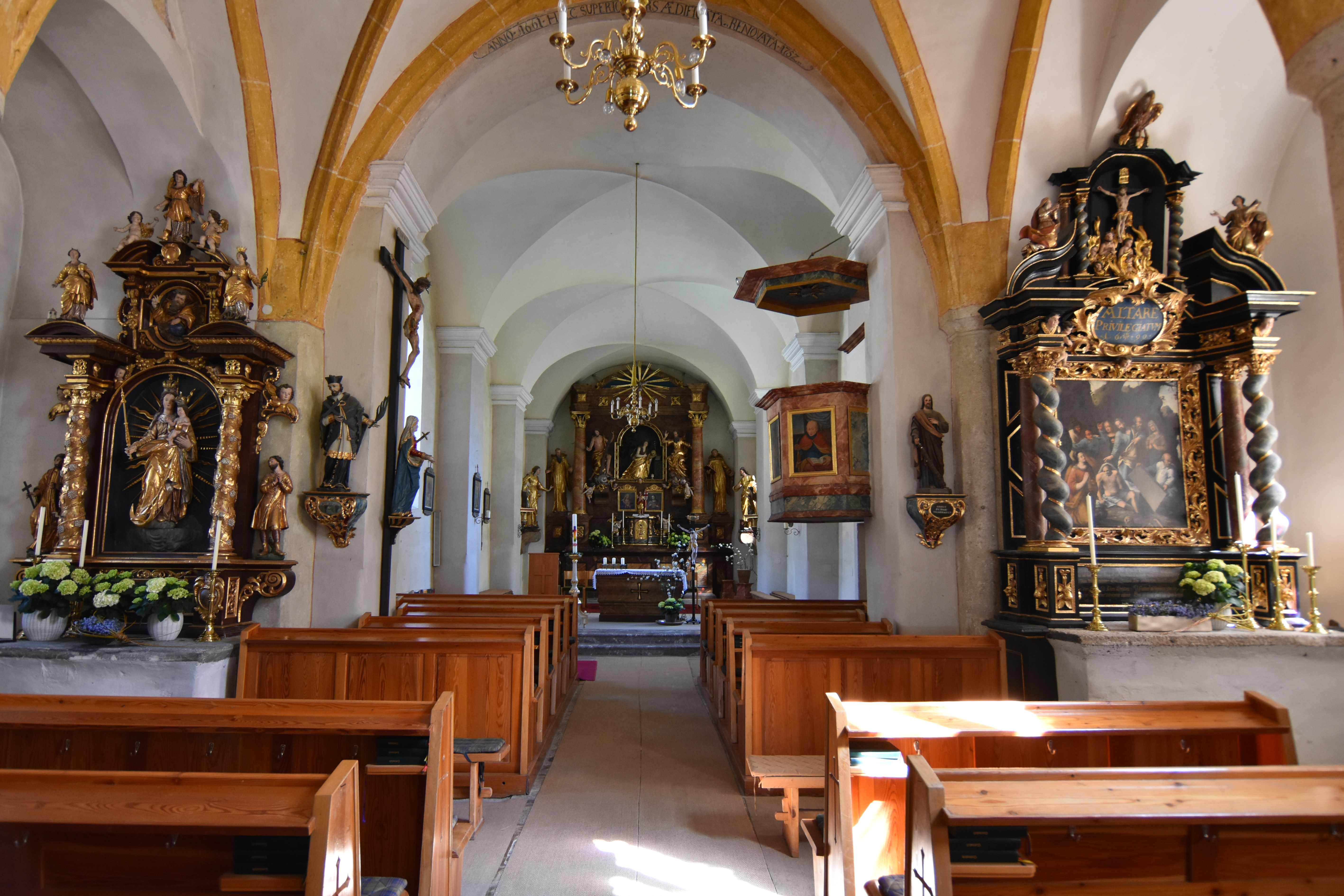
Langhaus, Blick zum Chor

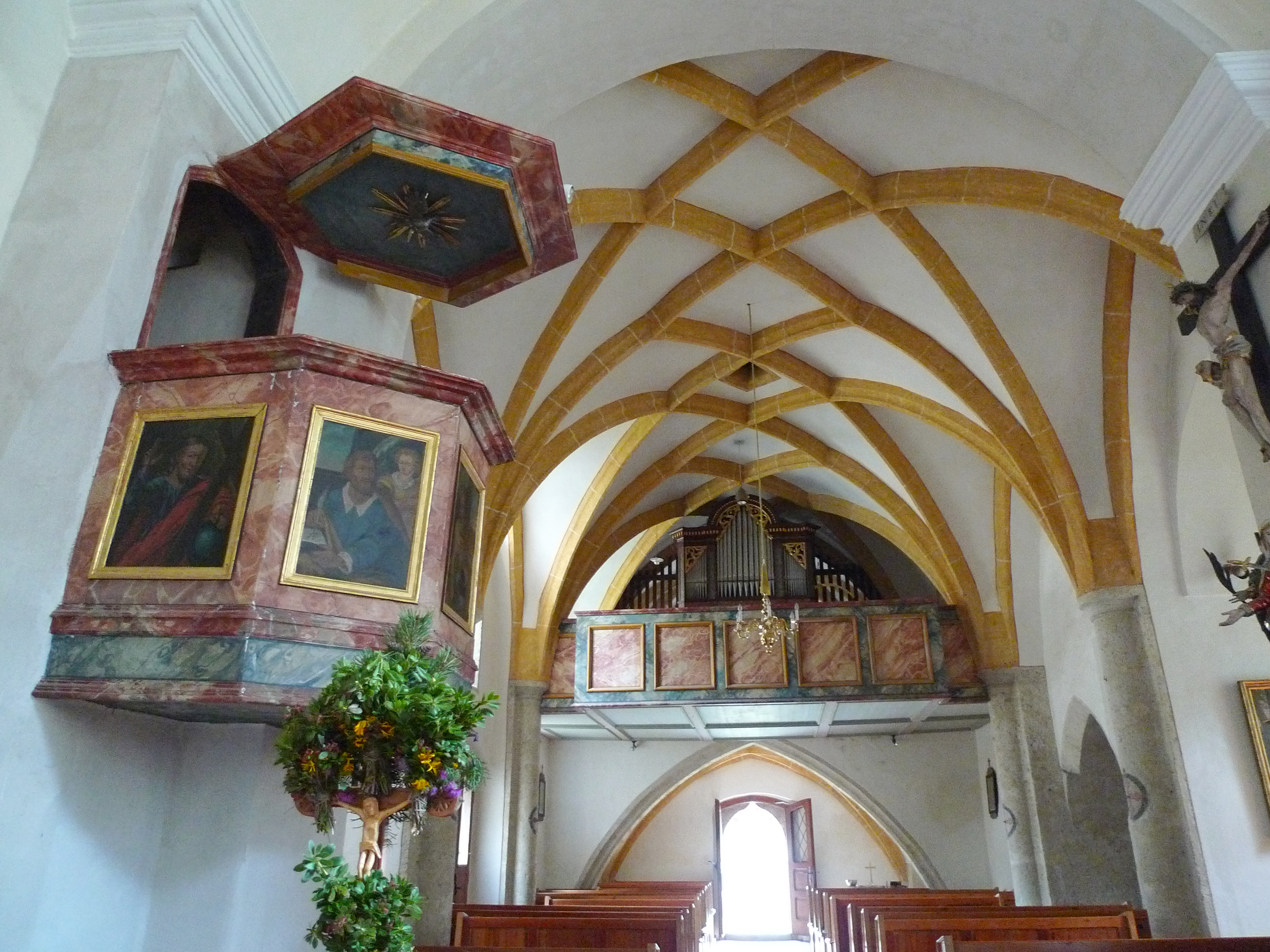
Langhaus, Blick zur Empore

Die Pfarrkirche Tragöß-Oberort steht erhöht im Kirchweiler Oberort in Tragöß in der Gemeinde Tragöß-Sankt Katharein im Bezirk Bruck-Mürzzuschlag in der Steiermark. Die dem Patrozinium hl. Magdalena unterstellte römisch-katholische Pfarrkirche gehört zum Dekanat Bruck an der Mur (Seelsorgeraum Bruck an der Mur) in der Diözese Graz-Seckau. Die Kirche und der Kirchhof stehen unter Denkmalschutz (Listeneintrag).

## Geschichte
Urkundlich wurde 1210 eine Pfarre genannt. Die Kirche war bis zur Aufhebung vom Stift Göß inkorporiert. Die Kirche wurde 1980 innen restauriert.

## Architektur
Die Wehrkirche in erhöhter Lage wurde 1156 in romanischem Stil erbaut. Im 15. Jahrhundert wurde sie im Stil der Gotik umgestaltet; um 1500 wurde auch der Pfarrhof ausgebaut. Die Kirche ist teils mit spätmittelalterlichen Mauern mit Schießscharten umgeben. Im 18. Jahrhundert erfolgte ein frühbarocker Zubau.

## Ausstattung
Der Hochaltar entstand um 1700. Den bemerkenswerten Marienaltar schuf Lorenz Prandstetter 1662. Das bemerkenswerte spätgotische Kruzifix ist aus 1500, darunter die Figur Schmerzhafte Maria um die Mitte des 18. Jahrhunderts wurde aus Göß hierher übertragen. Unter der Orgelempore befindet sich ein Taufstein aus dem 13. Jahrhundert.
Die Orgel aus 1836 wurde 1900 verändert. Eine Glocke nennt 1491. Eine Glocke nennt Martin Hilger 1585.